# Buy this
Buy This es un álbum recopilatorio de la banda grunge Stone Temple Pilots lanzado exclusivamente a través de Best Buy. Este es su segundo álbum de "grandes éxitos", después de Thank You, de 2003; de hecho, todas las canciones de Buy This se hallaban incluidos en Thank You.

## Listado de canciones
1. "Sex Type Thing"
2. "Wicked Garden"
3. "Vasoline"
4. "Big Empty"
5. "Sour Girl"
6. "Trippin' on a Hole in a Paper Heart"
7. "Down"
8. "Days of the Week"

- Datos: Q8253821